# A kísérő
A kísérő (eredeti cím: The Walker) 2007-ben bemutatott amerikai–brit bűnügyi filmdráma, melyet Paul Schrader írt és rendezett. A főbb szerepekben Woody Harrelson, Kristin Scott Thomas, Lauren Bacall, Ned Beatty, Lily Tomlin, Willem Dafoe, Moritz Bleibtreu és Mary Beth Hurt látható.

## Cselekmény
Carter Page III (Woody Harrelson) középkorú meleg férfi. Kísérőként dolgozik: munkája, hogy más férfiak feleségét különböző eseményekre elkísérje, így mentesítve a férjet. Egyik ügyfele Lynn Lockner (Kristin Scott Thomas), egy amerikai szenátor felesége. Az asszony Carterhez fordul, amikor szeretőjét megölik. Hogy mentse a nőt, Carter magára vállalja, hogy ő találta meg a holttestet, nem pedig Lynn. Carter nyomozni kezd, míg végül a szálak a legmagasabb kormánykörökhöz vezetnek.

## Szereplők
| Színész              | Szerep                 | Magyar hang        |
| -------------------- | ---------------------- | ------------------ |
| Woody Harrelson      | Carter Page III        | Stohl András       |
| Kristin Scott Thomas | Lynn Lockner           | Kocsis Judit       |
| Lauren Bacall        | Natalie Van Miter      | Halász Aranka      |
| Ned Beatty           | Jack Delorean          | Uri István         |
| Moritz Bleibtreu     | Emek Yonglu            | Dózsa Zoltán       |
| Mary Beth Hurt       | Chrissie Morgan        | Menszátor Magdolna |
| Lily Tomlin          | Abigail Delorean       | Bessenyei Emma     |
| Willem Dafoe         | Larry Lockner szenátor | Péter Richárd      |
| William Hope         | Mungo Tenant           | Szatmári Attila    |